# Walter F. Lineberger
Walter Franklin Lineberger (ur. 20 lipca 1883 w Whiteville, zm. 9 października 1943 w Santa Barbara) – amerykański polityk, członek Partii Republikańskiej.

## Działalność polityczna
W okresie od 11 kwietnia 1921 do 3 marca 1927 przez trzy kadencje był przedstawicielem 9. okręgu wyborczego w stanie Kalifornia w Izbie Reprezentantów Stanów Zjednoczonych.